# Greatest Hits (álbum de The Bangles)
| Críticas profissionais        | Críticas profissionais |
| Avaliações da crítica         | Avaliações da crítica  |
| Fonte                         | Avaliação              |
| ----------------------------- | ---------------------- |
| Allmusic                      | [ 1 ]                  |
| Robert Christgau              | A−                     |
| The Rolling Stone Album Guide | [ 3 ]                  |

Greatest Hits é um álbum de compilação da banda de pop rock americana The Bangles. Foi lançado pela sua antiga gravadora Columbia Records em 8 de maio de 1990, para cumprir os requisitos contratuais da banda. No momento do lançamento do álbum, o grupo já havia se separado. O álbum atingiu o pico de número 97 na parada Billboard 200 e no #4 no Reino Unido.
O álbum apresentou os remixes do single "Hero Takes a Fall", "Walking Down Your Street" e "I'll Set You Free". Também incluiu o cover do grupo de "Hazy Shade of Winter" de Simon & Garfunkel, que foi lançado na trilha sonora do filme Less Than Zero e não foi incluído em nem um álbum das Bangles. Também continha o lado B do single "Where Were You When I Needed You", cover do The Grass Roots e a música inédita "Everything I Wanted" das sessões de gravação do álbum Everything. "Everything I Wanted" foi lançado como um single em toda a Europa e Austrália, para promover o lançamento. No Reino Unido, um novo remix de "Walk Like a Egyptian" foi lançado em vez disso, atingindo o pico de número #73.

## Faixas
| N.º            | Título                                  | Compositor(es)                      | Original                                   | Duração |  |
| 1.             | "Hero Takes a Fall" (single mix)        | Susanna Hoffs, Vicki Peterson       | All Over the Place, 1984                   | 2:55    |  |
| 2.             | "Going Down to Liverpool"               | Kimberley Rew                       | All Over the Place                         | 3:40    |  |
| 3.             | "Manic Monday"                          | Prince                              | Different Light, 1986                      | 3:06    |  |
| 4.             | "If She Knew What She Wants"            | Jules Shear                         | Different Light                            | 3:50    |  |
| 5.             | "Walk Like an Egyptian"                 | Liam Sternberg                      | Different Light                            | 3:24    |  |
| 6.             | "Walking Down Your Street" (single mix) | Louis Gutierrez, Hoffs, David Kahne | Different Light                            | 3:17    |  |
| 7.             | "Following"                             | Michael Steele                      | Different Light                            | 3:21    |  |
| 8.             | "Hazy Shade of Winter"                  | Paul Simon                          | Less Than Zero trilha sonora, 1987         | 2:47    |  |
| 9.             | "In Your Room"                          | Hoffs, Tom Kelly, Billy Steinberg   | Everything, 1988                           | 3:29    |  |
| 10.            | "Eternal Flame"                         | Hoffs, Kelly, Steinberg             | Everything                                 | 3:56    |  |
| 11.            | "Be With You"                           | Walker Igleheart, Debbi Peterson    | Everything                                 | 3:02    |  |
| 12.            | "I'll Set You Free" (single mix)        | Hoffs, Eric Lowen, Dan Navarro      | Everything                                 | 4:51    |  |
| 13.            | "Everything I Wanted"                   | Hoffs, Lowen, Navarro               | previously unreleased                      | 3:37    |  |
| 14.            | "Where Were You When I Needed You"      | Steve Barri, P. F. Sloan            | B-side of "Hero Takes a Fall" single, 1984 | 3:05    |  |
| Duração total: | Duração total:                          | Duração total:                      | Duração total:                             | 48:00   |  |

## Crédito

### The Bangles
- Susanna Hoffs → vocal, guitarra rítmica e percussão
- Vicki Peterson → vocal, guitarra solo e mandolin
- Michael Steele → vocal e baixo
- Debbi Peterson – vocal, percussão e bateria

### Músicos adicionais
- Rusty Anderson → guitarra adicional
- Barbara Chapman → harpa, guitarra adicional
- Mitchell Froom, David Kahne → teclado
- Darryl Citizen → "noise"
- Paulinho Da Costa → percussão
- Bobby Donati, Vinnie Vincent → guitarra
- Tommy Morgan → harmónica
- Jim Snodgrass → tabla
- David Lindley → guitarra, bouzouki, saz, dobro
- Walker Igleheart, John Philip Shenale, David White → teclado, programação

## Performance comercial
| Data                | Chart           | Maior posição | Certificação |
| ------------------- | --------------- | ------------- | ------------ |
| Junho de 1990       | Billboard 200   | 97            | Platina      |
| Junho de 1990       | United Kingdom  | 4             | Platina      |
| Junho de 1990       | The Netherlands | 28            | Ouro         |
| 24 de Julho de 1990 | Austria         | 19            |              |